# Of Orcs and Men
Of Orcs and Men — фэнтезийная ролевая игра с элементами экшена, разработанная студиями Cyanide и Spiders для PlayStation 3, Xbox 360 и персональных компьютеров. Действие происходит в мире, где Империя людей представляет угрозу для территорий орков и гоблинов. Гоблины подвергаются систематическим преследованиям и истреблению, в то время как орки, выжившие в сражениях, захватываются в плен и обращаются в рабство. Изначально выход игры в России планировался на сентябрь 2012 года.
Позднее вышли два приквела: Styx: Master of Shadows и Styx: Shards of Darkness, где главным действующим лицом является гоблин Стикс.

## Сюжет
В Of Orcs and Men игрок выступает в роли элитного воина-орка Аркаила из легендарного легиона «Кровавые Челюсти». Легион представляет собой объединение воинов, глубоко вовлечённых в войну между орками и гоблинами с одной стороны и их преследователями — человечеством — с другой. Будучи ветераном, прошедшим наиболее жестокие сражения, главный герой получает от командира «Кровавых Челюстей» задание, способное изменить ход войны — убить самого Императора, виновного в кровопролитии. К главному герою вскоре присоединяется разумный и хитрый гоблин Стикс, который становится неожиданным, но незаменимым союзником.
Аркаил и Стикс путешествуют по территории империи, где многие орки порабощены или стали предателями, присоединившись к империи в её кампании по уничтожению всех зеленокожих. В ходе путешествия они встречают отца Аркаила, который помогает сопротивлению и планирует спасти волшебницу Арканс — единственную, кто способен доставить Аркаила и Стикса на остров Скорби, где император занят политическими делами. Аркаил и Стикс собирают разношёрстную команду орков и штурмуют тюрьму, где удерживается Арканс. По пути они убивают множество стражников и спасают волшебницу, но ценой жизней многих орков, после чего покидают тюрьму и отплывают на остров Скорби.
Аркаил и Стикс достигают острова и устраняют солдат, охраняющих дворец. Там Аркаил находит императора и либо убивает его собственноручно, либо становится свидетелем его убийства Барименом — сторонником сопротивления, который в действительности стремился к устранению императора чужими руками, чтобы самому занять трон и заручиться поддержкой эльфов и гномов в осуществлении геноцида зеленокожих. Протагонистам удаётся покинуть остров, однако теперь им противостоит вся мощь империи и её новых союзников.
Аркаил и Стикс возвращаются к Стене и планируют уничтожить дворец с помощью взрывчатки, а также убить Баримена при поддержке отца Аркаила, Арканс и орков с магами, перешедшими на сторону сопротивления. Двое протагонистов лично возглавляют штурм дворца, сражаясь с солдатами и орками-предателями, прежде чем достигают тронного зала. Там Аркаил убивает Баримена и Верховного Инквизитора, преследовавшего героев на протяжении всего их путешествия. Дворец обрушивается после детонации взрывчатки, а тысячи орков покидают Стену и перемещаются в регионы, контролируемые орками, чтобы жить свободно. Несмотря на то, что империя приобрела новых союзников и готовится к ответным действиям, у орков появляются лучшие шансы на победу в войне, а Аркаил и Стикс обретают надежду на то, что будущее окажется более благоприятным для них и всех, кто подвергался гнёту империи.

## Геймплей
| Сводный рейтинг       | Сводный рейтинг                         |
| Агрегатор             | Оценка                                  |
| --------------------- | --------------------------------------- |
| Metacritic            | PC: 69/100 PS3: 57/100 Xbox 360: 64/100 |
| Иноязычные издания    |                                         |
| Издание               | Оценка                                  |
| Destructoid           | PC: 8/10                                |
| Eurogamer             | Xbox 360: 8/10                          |
| GameSpot              | PC: 7/10                                |
| Русскоязычные издания |                                         |
| Издание               | Оценка                                  |
| PlayGround.ru         | 5,0/10                                  |

В игре игрок управляет одним из персонажей: орком или гоблином, персонажи путешествуют всегда вместе. Орк Аркейл сильный боец ближнего боя, бьется с врагами большим мечом и топором, может хватать врагов и бить о землю или стену. У него есть важный параметр — ярость, которую нужно использовать через специальные умения, если этого не делать он впадает в бешенство (игрок не может управлять им) и начинает атаковать всех, даже своего напарника, а потом падает в обморок на пару секунд. Гоблин Стикс путешествует с Аркейлом и помогает ему. Важен в некоторых ситуациях, когда противники стоят на балконах или возвышенностях, и орк не может туда добраться, тогда Аркейл бросает гоблина туда и Стикс убивает их. Стикс также может становиться невидимым (тогда орк не ходит за ним). Невидимым можно подкрасться к врагам и убивать их тихо и быстро. Также Стикс владеет чёрной магией, в бою он тоже неплохо сражается своим кинжалом, но не так эффективно, как орк.
Орк и Стикс будут встречать других персонажей с которыми нужно общаться. Во время общения появляется диалоговое колесо, конец диалога зависит не только от выбранных фраз, но и от того, кто ведет беседу. Сюжет не сильно изменится от ваших действий, но всё же кое-какие события немного поменяются.
Враги в игре представлены в виде стражей, рыцарей, инквизиторов, которые владеют магией, другими гоблинами и орками, шаманами, псами (будут мешать любителям скрытного прохождения). В игре есть второстепенные задания, которые не обязательно выполнять. Внешность персонажей, оружие и броню можно менять.

## Продажи
Летом 2018 года, благодаря уязвимости в защите Steam Web API, стало известно, что точное количество пользователей сервиса Steam, которые играли в игру хотя бы один раз, составляет 128 256 человек.